# Quận Adams, Indiana
Quận Adams là một quận thuộc tiểu bang Indiana, Hoa Kỳ. Quận lỵ đóng tại thành phố Decatur 6. Quận được thành lập ngày 7 tháng 2 năm 1836 từ vùng đất mới mua Adams. Quận được đặt tên theo John Quincy Adams, Tổng thống Hoa Kỳ. Theo Cục điều tra dân số Hoa Kỳ, dân số theo điều tra năm 2000 là 33.625 người. Quận có diện tích 878 km².